# 대역 필터
대역 필터(帶域-) 또는 밴드 패스 필터(영어: Band-pass filter)는 특정 주파수 사이의 신호만 통과시키는 필터이다.

위 그림은 밴드 패스 필터의 대역폭(B)의 정의를 나타낸다. f0는 중심주파수를, fH는 고역 차단주파수를, fL은 저역 차단주파수를 나타낸다.

## 개요
아날로그 밴드 패스 필터의 대표적인 예시는 RLC 회로이다. 이 필터들은 저역 필터(low-pass filter)와 고역 필터(high-pass filter)의 조합으로도 만들어질 수 있다.
밴드 패스 필터가 통과시키는 주파수 사이 범위를 통과 대역(passband)라고 한다. 이상적인 밴드 패스 필터는 특정 주파수 사이에서는 완벽한 신호를 통과시키고 그 외의 주파수 대역에서는 완벽히 신호를 차단해야 한다. 하지만 이런 이상적인 밴드 패스 필터는 없다. 필터가 통과 대역 밖에서 신호를 약간 통과시키기 때문이다. 하지만 통과 대역 밖에서 신호가 완전히 차단되진 않지만 신호가 감쇠되긴 한다. 이러한 현상을 필터 롤오프(roll-off)라고 한다. 일반적으로 이러한 롤오프를 최대한 줄여가는 쪽으로 필터를 설계함으로써 이상적인 필터와 가깝게 만드려고 한다.
중심주파수(center frequency) 또는 공진주파수(resonant frequency)는 필터의 전달함수(transfer function)가 순수히 실수일 때의 주파수다.
차단주파수(cutoff frequency)는 신호가 통과하는 주파수 대역과 통과하지 못하는 주파수 대역의 경계점이다. 밴드 패스 필터에서는 두 차단 주파수 사이가 통과 대역이 되며 신호가 통과한다. 이상적인 필터의 경우 차단 주파수를 정하기 쉽지만 실제 필터에서는 그 기준이 애매모호하다. 그래서 실제 필터에서는 전달함수의 크기가 {\displaystyle 1/{\sqrt {2}}\approx 0.707}가 되는 곳으로 정한다. 밴드 패스 필터에서 주파수가 높은 차단주파수를 고역 차단주파수(higher cutoff frequency), 주파수가 낮은 차단주파수를 저역 차단주파수(lower cutoff frequency)라고 한다.
대역폭(bandwidth)은 두 차단주파수의 차이이다.
Q 인자(Q-factor)는 필터의 성능을 나타내는 변수 중 하나이다. Q 인자는 중심주파수와 대역폭의 비로 정의된다. Q 인자가 높을수록 좁은 통과 대역을 갖게 되고 Q 인자가 낮을수록 넓은 통과 대역을 갖게 된다.